# Craspedosoma bosniense
Craspedosoma bosniense är en mångfotingart som först beskrevs av Karl Wilhelm Verhoeff 1897.  Craspedosoma bosniense ingår i släktet Craspedosoma och familjen knöldubbelfotingar. Inga underarter finns listade i Catalogue of Life.